# Picture Disc

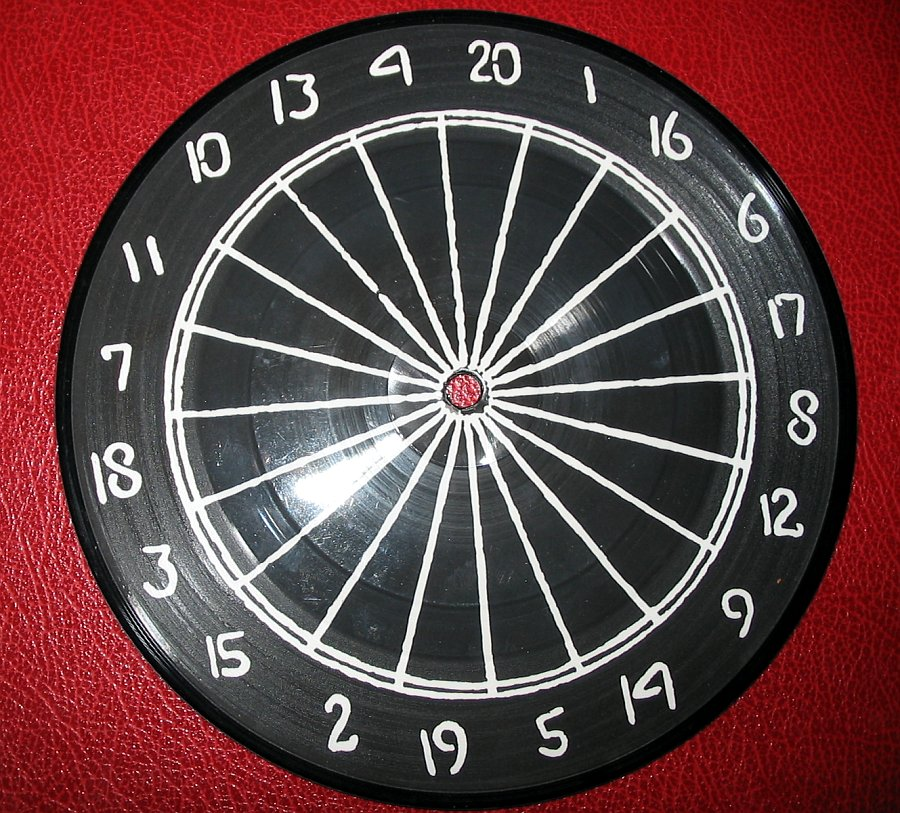
Picture Disc Hit the North der Gruppe The Fall in Form einer Dartscheibe

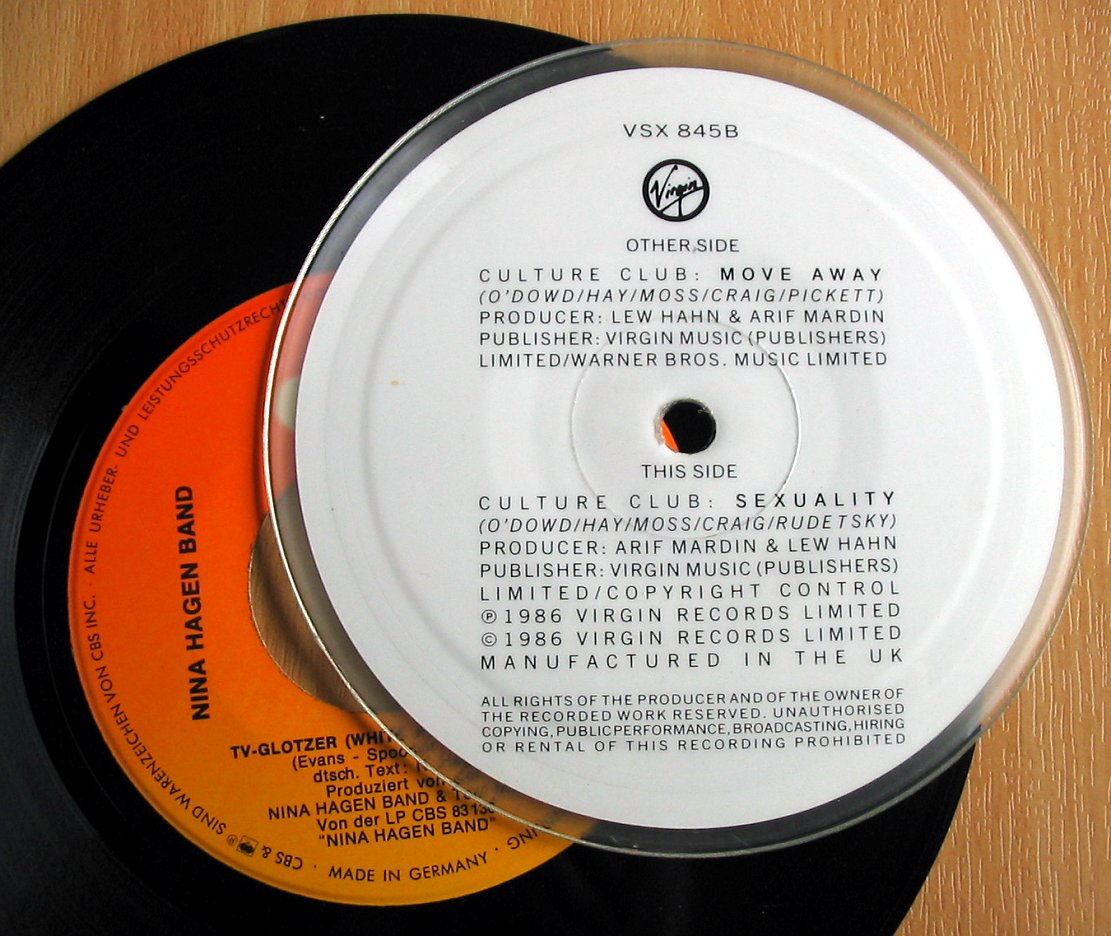
Transparente 5-inch-Single mit eingearbeitetem Text

Eine Picture Disc (engl. ‚Bildscheibe‘) ist eine spezielle Form der Schallplatte, bei der entgegen der gewöhnlichen schwarzen Farbe ein Bild auf der Oberfläche eingearbeitet ist. Die ersten Picture Discs erschienen Ende der 1960er Jahre als Weiterentwicklung von farbigen und transparenten Schallplatten. Picture Discs werden bis heute in kleinen Auflagen hergestellt.

## Herstellung
Picture Discs werden gefertigt, indem im Pressautomaten eine Klebefolie auf den Stamper der Seite A gelegt wird (untere Seite), darauf kommt das Papierbild für die Seite A. Auf diese wird die 150 °C warme Masse gelegt, darauf das Bild für die Seite B mit der Klebefolie sowie der Stamper B (die Stamper sind ein fester Bestandteil des Pressautomaten). Danach wird alles gepresst und der Quetschrand von der fertigen Schallplatte abgeschnitten. Nur die Pressung läuft automatisch ab, alle anderen Schritte müssen von Hand ausgeführt werden. Eine Picture Disc benötigt mindestens eine Minute zur Herstellung, was bedeutet, dass pro Stunde maximal 60 Stück (eher weniger) gefertigt werden können.
Oft kommt bei diesen Platten neben dem gewöhnlichen Schwarz auch farbiger Kunststoff zum Einsatz, um die Wirkung zu unterstützen. Die verwendeten Bilder reichen von bloßen Abbildern des Album-Covers bis hin zu optischen Illusionen, die durch das Rotieren der Platte auf dem Plattenspieler entstehen sollen. Die 1979er Single The Worker der englischen Gruppe Fischer-Z zeigt beispielsweise das Bild eines Zuges auf einer runden Gleisstrecke, der beim Abspielen der Platte ständig im Kreis fährt.
Trotz des Umstandes, dass Picture Discs aufgrund des Herstellungsverfahrens und der verwendeten Materialien meist eine geringere Klangqualität aufweisen als herkömmliche Schallplatten, sind sie bei vielen Sammlern sehr begehrt. Zum einen stellen sie oft eine große grafische und künstlerische Leistung dar, zum anderen erscheinen Picture Discs meist in einer sehr viel kleineren Auflage als die gewöhnlichen Pressungen aus schwarzem Polyvinylchlorid.